# Andrew Fenn
Andrew Fenn (Hertfordshire, Anglaterra, 1 de juliol de 1990) és un ciclista anglès que combina el ciclisme en pista amb la carretera. Professional des del 2011, actualment corre a l'equip Aqua Blue Sport.

## Palmarès en pista
- 2008
  -  Medalla de plata al Campionat d'Europa júnior en persecució per equips
- 2009
  -  Medalla de plata al Campionat d'Europa sub-23 en persecució per equips

## Palmarès en carretera
- 2008
  - 1r a la París-Roubaix Júnior
- 2010
  -  Campió del Regne Unit sub-23 en ruta
- 2011
  - 1r al Memorial Philippe van Coningsloo
  - Vencedor d'una etapa al Tour de Bretanya
- 2012
  - 1r al Trofeu Palma
  - 1r al Trofeu Migjorn
- 2013
  - 1r a la Gullegem Koerse